# موتور بلوتش ها (أرزوئية)
موتور بلوتش ها (بالفارسية: موتور بلوچها) هي منطقة سكنية تقع في إيران في Arzuiyeh Rural District. يقدر عدد سكانها بـ 118 نسمة .